# Berlín, Durango
Berlín är en ort i Mexiko.   Den ligger i kommunen Gómez Palacio och delstaten Durango, i den centrala delen av landet, 800 km nordväst om huvudstaden Mexico City. Berlín ligger 1 111 meter över havet och antalet invånare är 219.
Terrängen runt Berlín är platt. Runt Berlín är det tätbefolkat, med 308 invånare per kvadratkilometer. Närmaste större samhälle är Poanas, 6,6 km söder om Berlín. Trakten runt Berlín består till största delen av jordbruksmark.